# Mammillaria grahamii
Mammillaria grahamii (укр. Мамілярія Грехема, Мамілярія грехемі) — сукулентна рослина з роду мамілярія (Mammillaria) родини кактусових (Cactaceae).

## Етимологія

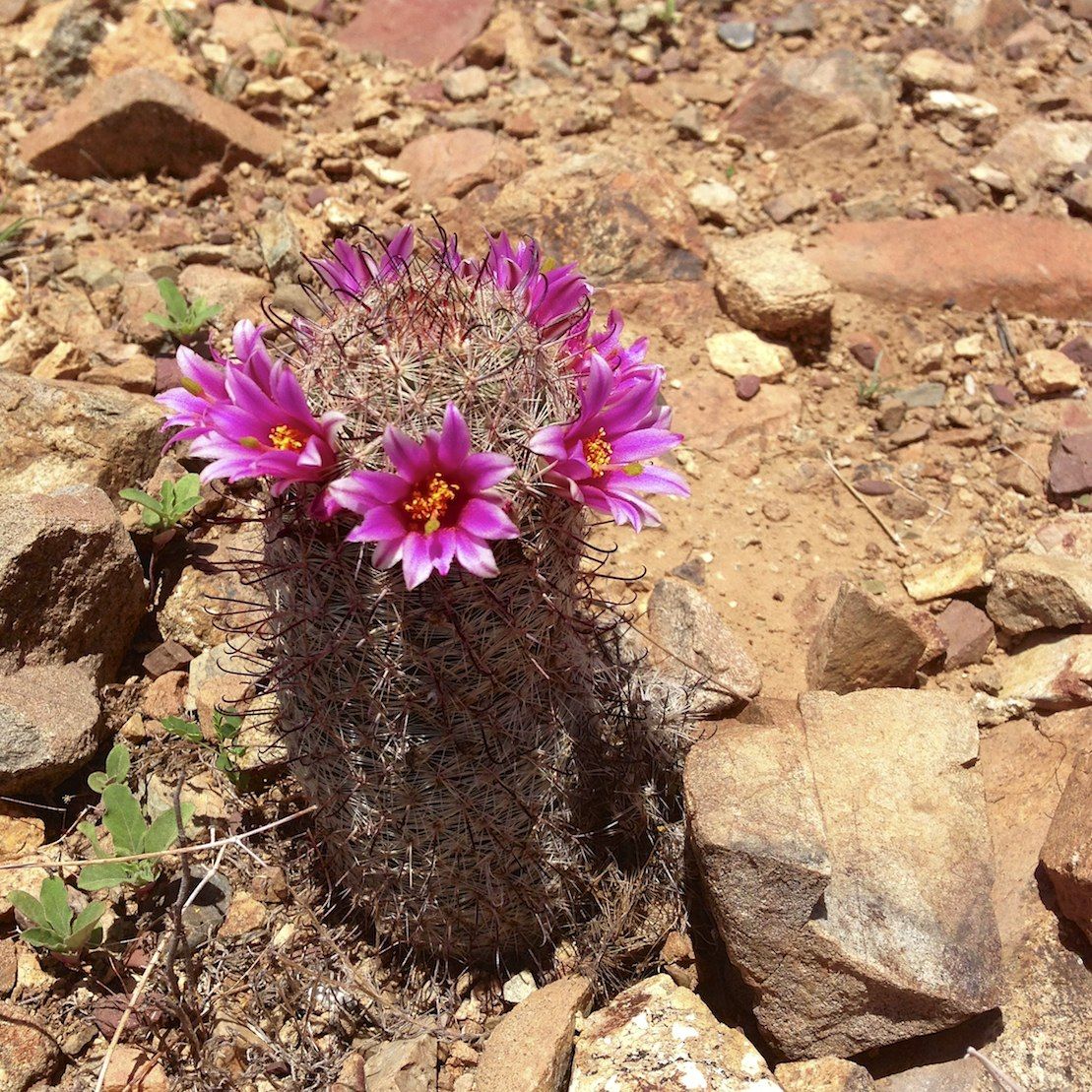
Mammillaria grahamii

Видова назва дана на честь полковника служби військових топографів Джеймса Данкана Грехема (1799—1865).

## Ареал
Ареал зростання — США (Каліфорнія, Аризона, Нью-Мексико, Техас) і Мексика (Сонора, Сіналоа, Чіуауа, на висоті від 200 до 1550 метрів над рівнем моря.

## Екологія
Виростає на скелях і щебнистих схилах в ксерофільних чагарниках і луках.

## Морфологічний опис
Рослина зазвичай одиночна або кущиться біля основи.
| Орган              | Опис |
| Коріння            | густе. |
| Стебло             | кулясте до коротко-циліндричного, іноді має бочкоподібну форму, 7-20 см або більше заввишки, в діаметрі 7,5-11 см. |
| Епідерміс          | світло-зелений. |
| Маміли             | яйцеподібні до циліндричних, часто чотирьохкутні, без молочного соку. |
| Ареоли             | |
| Аксили             | голі. |
| Центральні колючки | від 1 до 4, жовтувато-коричневі до темно-коричневих або чорнувато-фіолетових, завдовжки 12-25 мм, найдовша з них зазвичай з гачком (в описі Пілбіма — довші, ніж радіальні колючки, зазвичай з гачками, завдовжки від 12 до 18, або до 25 мм. |
| Радіальні колючки  | 20-35 (в описі Пілбіма — близько 18 і близько 35, але зазвичай від 20 до 30), тонкі, прямі, голкоподібні, білі до світло-коричневих до червонуватих, завдовжки 6-12 мм, бічні колючки найдовші .                                              |
| Квіти              | рожеві до лавандово-рожевих до червонувато-пурпурових, іноді білі, вариюються в розмірі, в діаметрі від 20 до 45 мм. |
| Бутони             | |
| Зовнішні пелюстки  | |
| Внутрішні пелюстки | |
| Тичинки            | |
| Маточка            | |
| Плоди              | кулясті, червоні (в описі Пілбіма — яскраво-червоні), завдовжки 12-25 мм. |
| Насіння            | чорне. |

## Використання
Mammillaria grahamii використовується в лікувальних цілях. Діти їдять фрукти цього кактуса як цукерки.

## Охоронні заходи
Mammillaria grahamii входить до Червоного списку Міжнародного союзу охорони природи видів, з найменшим ризиком (LC). Вона дуже поширена, має численні стабільні субпопуляції без будь-яких серйозних загроз.
Мешкає в Національному парку «Гори Франкліна», штат Техас.
Охороняється Конвенцією про міжнародну торгівлю видами дикої фауни і флори, що перебувають під загрозою зникнення (CITES).

## Утримання
Незважаючи на розповсюдження в природі, Mammillaria grahamii є не найлегшою рослиною в культивуванні і великі рослини в колекціях помічені рідко.

Рослина досить повільно зростає.

Потребує повного сонячного світла.

Не любить переливу.

Не любить пересадки в занадто великі горщики.